# Annona bullata
Annona bullata är en kirimojaväxtart som beskrevs av Achille Richard. Annona bullata ingår i släktet annonor, och familjen kirimojaväxter. Inga underarter finns listade i Catalogue of Life.